# Mercedes Pulido
Mercedes Pulido de Briceño (Tovar, Mérida, 22 de marzo de 1938 - Caracas, 23 de agosto de 2016) fue una profesora universitaria, embajadora, psicóloga y política venezolana.

## Biografía
Estudió licenciatura en psicología en la Universidad Nacional Autónoma de México. Desde 1969 fue profesora titular de psicología social en la Universidad Católica Andrés Bello, entre 1989 hasta 2004 profesora de posgrado en tecnología de la conducta y de ciencias políticas en la Universidad Simón Bolívar y tanto de psicología entre 1972 hasta 1978 como de Derecho entre 1972 hasta 1979 en la Universidad Central de Venezuela.

## Vida política

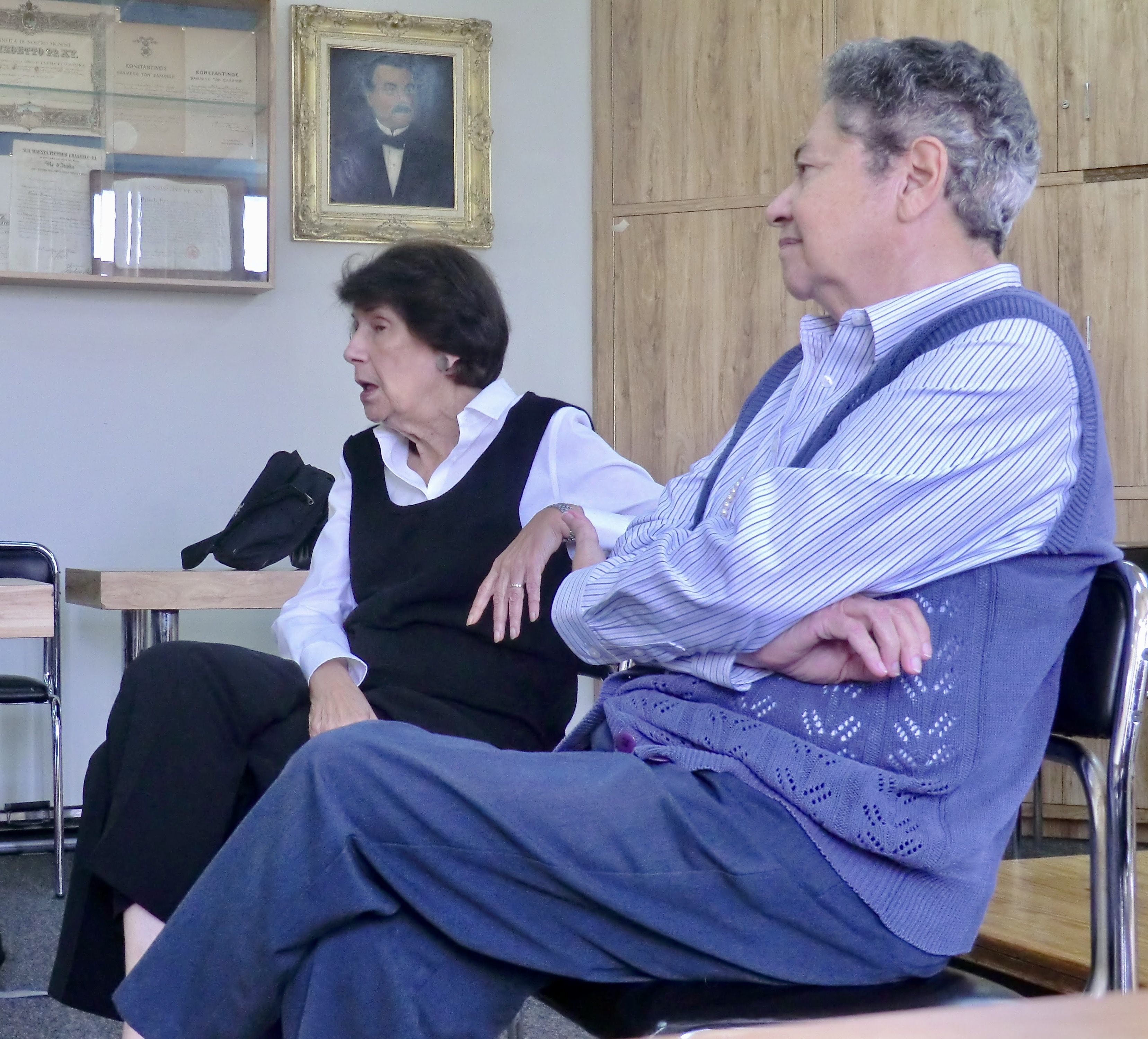
Pulido (izquierda) junto a Maritza Izaguirre en el año 2012.

Estuvo a cargo de programas de autoconstrucción, escuelas rurales y capacitación en organización social en Cordiplan entre 1969 hasta 1974. Entre 1979 hasta 1984 fue Ministra de Estado para la Participación de la Mujer en el Desarrollo, entre 1994 hasta 1996 ministra de la Familia y entre 1989 hasta 1994 senadora de la república.
Entre 1984 hasta 1989 fue miembro de la Comisión Presidencial para la Reforma del Estado, presidenta de la comisión de los Derechos de la mujer, en 1982 participó en la Reforma del Código Civil y en 1983 en la Ley de Adopción, además de impulsar el Proyecto de Subsidios Familiares, Bono Alimentario en 1984 y ser redactora del proyecto de Ley Sobre la Violencia Familiar. Formó parte de las comisiones de Política Interior, Educación, Salud y Presupuesto.
En 1980 fue jefa de la delegación de la conferencia mundial de la Mujer realizada en Copenhague, en 1994 en la conferencia mundial Población y Desarrollo realizada en el Cairo y en 1995 en la Cumbre Mundial de Desarrollo Social realizada en Copenhague. Entre 1985 hasta 1989 subsecretaria adjunta de la Naciones Unidas para el Desarrollo Social y la Participación de la Mujer en el Desarrollo.
Entre 1996 hasta 2002 fue directora de la revista SIC y entre 1997 hasta 2003 fue presidente de la Asociación de Scouts de Venezuela . En 1997 fue presidente del Consejo Ejecutivo de UNICEF a nivel internacional.
Formó parte del Consejo Superior de la Universidad Metropolitana, del Consejo Fundacional de la Universidad Católica Andrés Bello y del Consejo Superior del IESA. Se le otorgó el PhD honoris causa John Dewey University Consortium de Estados Unidos.